# Puffinus
Genre
Synonymes
- Ardenna Reichenbach, 1853
- Thyellodroma Stejneger, 1888
- Hemipuffinus Iredale, 1913
- Neonectris Mathews, 1913

Le genre Puffinus regroupe des oiseaux marins de la famille des Procellariidae et nommés, comme pour d'autres genres, puffins.

## Étymologie
Le terme Puffinus est emprunté à l'anglais puffin depuis le XIVe siècle au moins, il est d'origine incertaine mais pourrait dériver de to puff* à cause de l'aspect gonflé qu'aurait cet oiseau. Aujourd'hui, le terme puffin désigne exclusivement en anglais les espèces du genre Fratercula, des macareux, ce qui peut engendrer une certaine confusion. En outre la taxonomie de ce groupe a beaucoup évolué.

## Liste des espèces
D'après la classification de référence (version 14.1, 2024) de l'Union internationale des ornithologues, il y a 21 espèces du genre Puffinus (ordre phylogénique) :
- Puffinus nativitatis Streets, 1877 – Puffin de la Nativité ;
- Puffinus puffinus (Brünnich, 1764) – Puffin des Anglais ;
- Puffinus yelkouan (Acerbi, 1827) – Puffin yelkouan ;
- Puffinus mauretanicus Lowe, 1921 – Puffin des Baléares ;
- Puffinus bryani Pyle, Welch & Fleischer, RC, 2011 – Puffin de Bryan ;
- Puffinus opisthomelas Coues, 1864 – Puffin cul-noir ;
- Puffinus auricularis Townsend, CH, 1890 – Puffin de Townsend ;
- Puffinus newelli Henshaw, 1900 – Puffin de Newell ;
- Puffinus myrtae Bourne, 1959 – Puffin de Rapa ;
- Puffinus gavia (Forster, JR, 1844) – Puffin volage ;
- Puffinus huttoni Mathews, 1912 – Puffin de Hutton ;
- Puffinus lherminieri Lesson, RP, 1839 – Puffin d'Audubon ;
- Puffinus persicus Hume, 1872 – Puffin persique ;
- Puffinus bailloni Bonaparte, 1857 – Puffin de Baillon ;
- Puffinus subalaris Ridgway, 1897 – Puffin des Galapagos ;
- Puffinus bannermani Mathews & Iredale, 1915 – Puffin de Bannerman ;
- Puffinus heinrothi Reichenow, 1919 – Puffin de Heinroth ;
- Puffinus assimilis Gould, 1838 – Petit Puffin ;
- Puffinus elegans Giglioli & Salvadori, 1869 – Puffin élégant ;
- Puffinus baroli (Bonaparte, 1857) – Puffin de Macaronésie ;
- Puffinus boydi Mathews, 1912 – Puffin de Boyd.

Paleobiology Database (18 oct. 2012) ajoute les espèces éteintes suivantes :
- Puffinus barnesi †
- Puffinus calhouni †
- Puffinus conradi †
- Puffinus diatomicus †
- Puffinus felthami †
- Puffinus gilmorei †
- Puffinus inceptor †
- Puffinus kanakoffi †
- Puffinus mcgalli †
- Puffinus mitchelli †
- Puffinus nestori †
- Puffinus pacificoides †
- Puffinus priscus †
- Puffinus raemdonckii †
- Puffinus tedfordi †